# Afroleptomydas subclausus
Afroleptomydas subclausus är en tvåvingeart som först beskrevs av Mario Bezzi 1924.  Afroleptomydas subclausus ingår i släktet Afroleptomydas och familjen Mydidae. Inga underarter finns listade i Catalogue of Life.